# Suinae
Sous-famille
Les Suinae sont une sous-famille de mammifères de la famille des Suidae, dont elle regroupe tous les représentants actuels.

## Liste des tribus et genres non-classés
Selon Mammal Species of the World (version 3, 2005)  (4 octobre 2024), l'ITIS (4 octobre 2024), le Catalogue of Life (4 octobre 2024), BioLib (4 octobre 2024) et l'Animal Diversity Web (4 octobre 2024) :
- Babyrousini Thenius, 1970
- Phacochoerini Gray, 1868
- Potamochoerini Gray, 1873
- Suini Gray, 1821

Selon l'EOL (4 octobre 2024) et The Taxonomicon (4 octobre 2024) :
- Babyrousini Thenius, 1970
- †Hippohyini Thenius, 1970
- Phacochoerini Gray, 1868
- Potamochoerini Gray, 1873
- Suini Gray, 1821

Selon The Hesperomys Project (4 octobre 2024) :
- Babyrousini Thenius, 1970
- †Dicoryphochoerini Schmidt-Kittler, 1971
- †Hippohyini Thenius, 1970
- Phacochoerini Gray, 1868
- Potamochoerini Gray, 1873
- Suini Gray, 1821
- genres incertae sedis
  - †Notochoerus Broom, 1925
  - †Potamochoeroides Dale, 1948

Selon la Paleobiology Database (4 octobre 2024) :
- †Hippohyini Thenius, 1970
- Phacochoerini Gray, 1868
- Potamochoerini Gray, 1873
- Suini Gray, 1821
- genres incertae sedis
  - Hylochoerus Thomas, 1904
  - †Kolpochoerus van Hoepen & van Hoepen, 1932
  - †Metridiochoerus Hopwood, 1926
  - †Omochoerus Arambourg, 1942
  - Phacochoerus Cuvier, 1826
  - Porcula Hodgson, 1847
  - Potamochoerus Gray, 1854
  - Sus Linnaeus, 1758